# South African Labour Party
Die South African Labour Party (kurz Labour Party, LP, afrikaans: Arbeidersparty, deutsch etwa: „Südafrikanische Arbeiterpartei“) war eine Partei in der Südafrikanischen Union. Von 1924 bis 1933 und von 1939 bis 1945 war sie an der Regierung beteiligt. Sie koalierte dabei zeitweise mit den Nationalisten, die für die sich zuspitzende Rassenpolitik verantwortlich waren.

## Geschichte
Die LP wurde 1910 von Gewerkschaftsmitgliedern und Mitgliedern der Independent Labour Party of Transvaal gegründet. Zur Gründung in Johannesburg waren alle linksstehenden Gruppen des Landes eingeladen, die von der 1905 in den USA gegründeten Arbeiterbewegung Industrial Workers of the World (IWW) inspiriert worden waren. Die LP vertrat anfangs ausschließlich die Interessen der „weißen“ Arbeiter und war damit eine Vorläuferin der Politik der Apartheid. Die LP sagte sich schnell von den Strömungen des Syndikalismus los. 1915 spaltete sich die International Socialist League von der LP ab, die ebenfalls die Linie der IWW vertrat.
Von 1910 bis 1958 stellte sie Abgeordnete der Nationalversammlung, war jedoch nie stärkste Regierungspartei oder stärkste Oppositionspartei. 1924 erhielt sie mit 45.380 Stimmen und rund 14 Prozent ihre höchste Wählerzahl. 

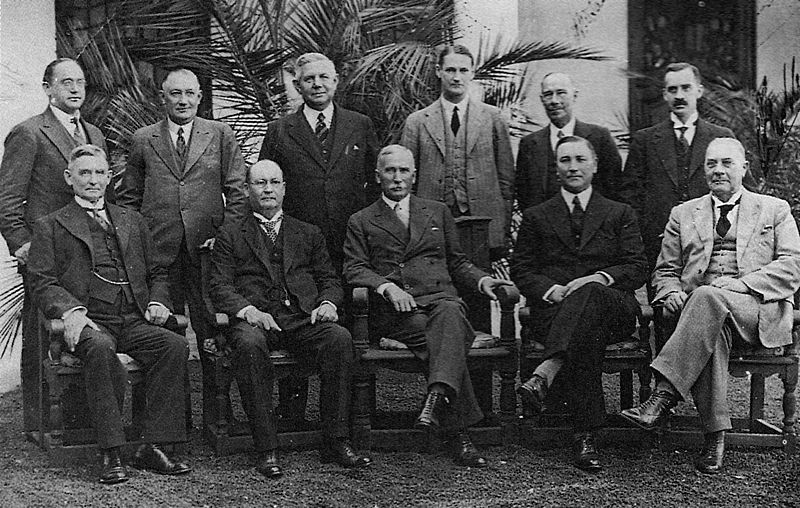
Das Kabinett 1929 unter James Barry Munnick Hertzog, mit F. Creswell (o.l.) und H. Sampson (u.,2.v.r.)

Von 1910 bis etwa 1933 wurde die LP vom britischstämmigen Oberst Frederic Hugh Page Creswell (1866–1948) angeführt. Daneben fungierte ein „Vorsitzender“, anfangs Henry Sampson. Nach dem Ersten Weltkrieg kam es zu Streiks weißer Arbeiter wie der Rand-Revolte, die von der Regierung unter Jan Smuts (South African Party, SAP) niedergeschlagen wurden. Die Anhänger der LP verbündeten sich daraufhin mit der Nasionale Party (NP) und bildete mit ihr nach den Wahlen 1924 eine Koalitionsregierung, The Pact genannt, der neben Creswell als Verteidigungsminister das LP-Mitglied Thomas Boydell angehörte. Der LP gelang es, den Lebensstandard der weißen Arbeiter zu verbessern und arbeitslosen Weißen Arbeit zu verschaffen. Dies geschah durch die Civilized Labour Policy mit Gesetzen wie dem Industrial Conciliation Act No. 11 of 1924 (etwa: „Industrielles Schlichtungsgesetz“) dem Minimum Wages Act No. 27 of 1925 („Mindestlohngesetz“) und dem Mines and Works Amendment Act No. 25 of 1926 („Minen- und Werksergänzungsgesetz“).
1928 kam es zu einer Spaltung, nachdem der LP-Minister Walter Madeley die Gewerkschaft Industrial and Commercial Workers Union (ICU) anerkennen wollte, der auch Nicht-Weiße angehörten. Das National Council Labour weigerte sich, die Entlassung Madeleys zu akzeptieren. Der Madeley-Flügel verließ daraufhin die Regierung, der Creswell-Flügel blieb auch nach den Wahlen 1929 in der Regierung, obwohl die NP die absolute Mehrheit der Mandate erhalten hatte. 1933 beendete die NP jedoch den Pact und fusionierte mit der SAP, mit der sie als United Party die nächste Regierung stellte. Als diese 1939 zerbrach, bildete die verbliebene United Party unter Jan Smuts eine Koalition mit der LP, die während des Zweiten Weltkriegs andauerte. Zu den Wahlen 1943 paktierte die LP unter Madeley mit Smuts, 1945 verließ Madeley jedoch die Regierung. Zu den Wahlen 1948 und 1953 paktierte die LP ebenfalls mit der UP, sie konnten aber nicht mehr die Regierung stellen. 1953 starb der LP-Vorsitzende John Christie während des Wahlkampfs. Sein Nachfolger Alex Hepple versuchte, die LP zu einer sozialistischen Partei mit Beziehungen zum oppositionellen African National Congress (ANC) umzuformen, die LP verlor aber rasch an Bedeutung. Bei den Parlamentswahlen 1958 gewann sie keine Sitze mehr. Die Nachfolgepartei Conservative Workers’ Party gewann 1961 ebenfalls keine Sitze. 

### Parteiführer
- 1910–1928 (bzw. 1933): Frederic Hugh Page Creswell
- 1928 (bzw. 1933)–1946: Walter Madelay
- 1946–1953: John Christie
- 1953–1958: Alex Hepple

## Sonstiges
1965 oder 1966 wurde in Südafrika die Labour Party gegründet, die die Coloureds innerhalb des Systems der Apartheid vertreten wollte. Ihr bekanntestes Mitglied war Allan Hendrickse.